# القندول (يافع)

تعديل مصدري - تعديل

القندول هي إحدى قرى عزلة لبعوس بمديرية يافع التابعة لمحافظة لحج، بلغ تعداد سكانها 432 نسمة حسب تعداد اليمن لعام 2004.